# Георгиос Карасманис
Георгиос (Йоргос) Атанасиу Карасманис (на гръцки: Γεώργιος Αθανασίου Καρασμάνης) е гръцки политик от Нова демокрация.

## Биография
Роден е в 1951 година в ениджевардарското градче Постол, на гръцки Пела. Завършва политика и икономика в Атинския университет, като специализира селскостопанска икономика. Член е на Нова демокрация от 1974 година. Отговаря за селскостопанските политики в програмите на партията. Избиран е за депутат от Пела на изборите в 1996, 2000, 2004, 2007, 2009 и юни 2012 година.